# Широкий Лог
Широ́кий Лог (рос. Широкий Лог) — присілок у складі Артинського міського округу Свердловської області.
Населення — 69 осіб (2010, 94 у 2002).
Національний склад станом на 2002 рік: росіяни — 98 %.